# 易辦事

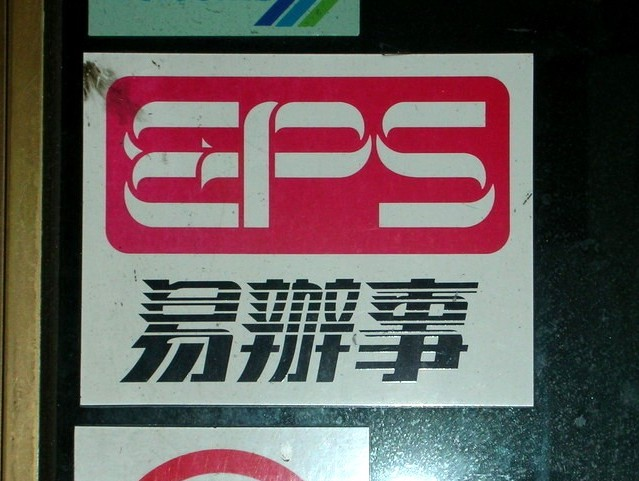
貼於接受以易辦事付款商戶外的標誌

易辦事（英語：Electronic Payment Services）是流行於香港的電子收費系統。交易方式是借記卡式消費交易，即透過銀行提款卡（借記卡）即時轉帳，由提款卡持卡人的銀行戶口即時扣除消費款項，不是信用卡的貸款。現時，在香港、澳門、深圳三地有超過三萬個銷售點均接受易辦事付款。
易辦事（香港）有限公司於1984年成立，1985年推出服務；現時由20間持牌銀行聯合組成。
易辦事香港有限公司1985年推出繳費靈電話服務，並於1999年將繳費靈擴展至互聯網，讓香港銀行提款卡持卡人通過互聯網使用易辦事系統繳付賬單，例如水，電，煤，電話費和其他服務費用。

## 使用方法
所有由香港銀行列表發出的提款卡均附有易辦事功能。部分銀行的信用卡持卡人可透過向銀行申請，為其信用卡加入易辦事功能。客人付款時只要將卡擦過商戶的終端機，然後由商戶輸入交易的銀碼，最後由客人確認銀碼和輸入提款卡密碼，然後終端機會自動連上易辦事的中央系統，取得授權後隨即從客人的戶口扣取款項（如戶口的結餘不足將不能交易），並印出收據供客人、商戶和商戶的收款銀行保存。
要注意的是由於保安考慮，發卡銀行大都會定出每天透過易辦事系統使用款項的上限。

## EPS提款易
於Gourmet、Great、7-Eleven及屈臣氏、萬寧、MarketPlace、Massimo Dutti、OK便利店、Oliver's、百佳、實惠、Taste、ThreeSixty、Vango便利店、華潤萬家和惠康宜家傢俬等商戶超過2000個銷售點可使用EPS提款易提款。提取金額由HK$100為倍數起，最多可提取HK$500。

## EPS iDO
「EPS iDO」是一個EPS對香港的承諾，希望為香港創造綠色城市。
由2008年1月開始，EPS推出EPS IDO的承諾，只要市民用EPS消費每滿10次，金額不限，EPS便會捐出HK$1聯同綠色力量為香港市區植樹。

## 服務費
現時使用易辦事客戶原則上是不用收費的，而易辦事系統會向商戶在款項中扣取0.95%（2008年8月由0.75%提升至0.95%）作為服務費。不過小部份商戶（例如電腦零售、首飾業等最為普遍）會將服務費轉嫁給客人。
早期易辦事是每宗交易收取HK$2作為服務費，在改變收費時曾引起很多行業（尤其交易金額大的行業）反對。

## 事故
2007年，有乘客發現使用易辦事於地鐵及九鐵車站八達通增值機，若不能增值仍會於乘客戶口扣除費用。八達通卡公司調查後宣佈永久停止易辦事增值服務。

## 港人習慣使用名稱
普遍香港人會習慣把提款卡的消費功能以「EPS」一詞來形容。
如「用提款卡畀錢」會說成「畀EPS」，成為港人特色。
早年由香港各大銀行發行的提款卡(ATM Card)就只有提款功能，沒有消費功能。
直到EPS的出現，使香港普遍的提款卡發展成具有提款和消費功能的借記卡(Debit Card)，然而一般香港市民依舊習慣稱之為「提款卡」。
以致不少港人的概念上只認識提款卡這個名詞，往往把借記卡的功能分開敍述成「提款和EPS（消費）功能」。

## 會員銀行
中國銀行（香港）有限公司
交通銀行（香港）有限公司
中國建設銀行（亞洲）股份有限公司
招商銀行香港分行
集友銀行
創興銀行有限公司
花旗銀行（香港）有限公司
中信銀行（國際）有限公司
大新銀行
星展銀行（香港）有限公司
富邦銀行（香港）有限公司
恒生銀行
香港上海匯豐銀行
中國工商銀行（亞洲）有限公司
南洋商業銀行
上海商業銀行
渣打銀行（香港）有限公司
東亞銀行
華僑銀行（香港）
招商永隆銀行

## 其他提供具EPS功能銀行卡之銀行
澳門
華僑銀行（澳門）
中國建設銀行澳門分行

## 站外連結
- EPS 提款易 （页面存档备份，存于）
- EPS Company (Hong Kong) Limited （页面存档备份，存于）
- EPS IDO （页面存档备份，存于）